# AdCLD-CoV19
AdCLD-CoV19 — кандидат на вакцину проти COVID-19, розроблений південнокорейською компанією «Cellid Co».
Клінічне дослідження І—ІІ фази одноразової ін'єкції «AdCLD-CoV19» розпочалося в грудні 2020 року в Південній Кореї. У вересні 2021 року розпочалося клінічне дослідження І фази одноразової ін'єкції іншої версії вакцини під назвою «AdCLD-CoV19-»1. У квітні 2022 року були опубліковані доклінічні дослідження одноразової дози цього кандидата на вакцину на мишах і приматах. У серпні 2022 року розпочалась друга фаза клінічного дослідження введення одної або двох доз «AdCLD-CoV19-1».